# Canvas Network
Canvas Network est une plate-forme de formation hébergeant des cours en ligne, dérivée du logiciel d'apprentissage sous licence libre Canvas. Canvas Network est proposé par la compagnie Instructure, située dans la banlieue de Salt Lake City, aux États-Unis.

## Historique
Canvas Network est animé par l'entreprise Instructure, fondée en 2008 par deux diplômés de BYU avec un financement du fondateur de Mozy, Josh Coates. En février 2011, Instructure publie son principal logiciel, Canvas, sous licence libre,,,. À partir du début de l'année 2013, l'entreprise propose de nombreux MOOC, animés par diverses universités et professeurs. 

## Stratégie de l'entreprise
Au contraire de plates-formes comme Coursera ou edX, réservées aux universités les plus aisées, sa stratégie est de mettre les MOOC à la portée de toutes les universités, afin de permettre l'émergence d'une offre plus large et ainsi aux meilleurs cours d'émerger sur la base du mérite. Par ailleurs, la version open source de Canvas devrait permettre à des structures ayant peu de ressources financières de mettre en œuvre facilement et à moindre coût leur propre MOOC.